# Ntobeye
Ntobeye è una circoscrizione rurale (rural ward) della Tanzania situata nel distretto di Ngara, regione del Kagera. Conta una popolazione di 15 758 abitanti (censimento 2012).